# Ulster Grand Prix 1968
De Ulster Grand Prix 1968 was de tiende Grand Prix van wereldkampioenschap wegrace in het  seizoen 1968. De races werden verreden op zaterdag 17 augustus 1968 op het Dundrod Circuit, een stratencircuit in County Antrim. De  50cc-klasse en de  zijspanklasse kwamen niet aan de start. De wereldtitels in de  125cc-klasse, de 350cc-klasse en de  500cc-klasse waren al beslist.

## 500cc-klasse
Giacomo Agostini won met overtuiging de Ulster Grand Prix, die in de regen begon. Achter hem ontstond een interessante strijd. John Hartle lag aanvankelijk op de tweede plaats, maar hij werd ingehaald door de 40-jarige Rob Fitton. Achter hen vocht Percy Tait met een Triumph om de vierde plaats met Jack Findlay. Fitton hield zijn tweede plaats vast en Hartle werd derde.

### Uitslag 500cc-klasse
| Pos | Coureur          | Merk                     | Tijd      | Punten |
| --- | ---------------- | ------------------------ | --------- | ------ |
| 1   | Giacomo Agostini | MV Agusta                | 1:10"10'0 | 8      |
| 2   | Rob Fitton       | Norton                   | +3"21'4   | 6      |
| 3   | John Hartle      | Cowles-Métisse-Matchless | +3"31'0   | 4      |
| 4   | Percy Tait       | Triumph                  | +3"34'4   | 3      |
| 5   | Jack Findlay     | McIntyre-Matchless       | +3"34'8   | 2      |
| 6   | Kel Carruthers   | Norton                   | +4"36'4   | 1      |
| 7   | John Blanchard   | Métisse                  |           |        |
| 8   | Steve Jolly      | Matchless                |           |        |
| 9   | Derek Lee        | Matchless                |           |        |
| 10  | Billy McCosh     | Matchless                |           |        |
| 11  | Ron Wilson       | Norton                   |           |        |
| 12  | Theo Louwes      | Norton                   |           |        |
| 13  | Jack Lindh       | Seeley                   |           |        |
| 14  | Barry Scully     | Norton                   |           |        |
| 15  | Peter Humber     | Crescent                 |           |        |
| 16  | Alan Lawton      | Norton                   |           |        |
| 17  | Bob McCurry      | Matchless                |           |        |
| 18  | Brian Ball       | Seeley-Matchless         |           |        |
| 19  | Paul Eickelberg  | Norton                   |           |        |
| 20  | Peter Williams   | Arter-Matchless          |           |        |
| 21  | Harris Healey    | Norton                   |           |        |

### Niet gefinisht
| Coureur           | Merk             | Oorzaak |
| ----------------- | ---------------- | ------- |
| Ernst Weiss       | Seeley           |         |
| Gyula Marsovszky  | Matchless        |         |
| František Šťastný | Jawa             |         |
| Bill Smith        | Matchless        |         |
| Billie Nelson     | Hannah-Paton     |         |
| Brian Kemp        | Triumph          |         |
| Dan Shorey        | Norton           |         |
| Denis Gallagher   | Matchless        |         |
| Derek Woodman     | Seeley-Matchless |         |
| Harry Turner      | Norton           |         |
| Jim Curry         | Métisse          |         |
| John Cooper       | Seeley-Matchless |         |
| Malcolm Uphill    | Manning-Norton   |         |
| Rex Butcher       | Matchless        |         |
| Rodney Gould      | Norton           |         |
| Stephen Murray    | Matchless        |         |
| Vincent Duckett   | Matchless        |         |
| Bosse Granath     | Seeley           |         |
| Marty Lunde       | Norton           |         |

### Niet deelgenomen
| Coureur             | Merk         | Oorzaak |
| ------------------- | ------------ | ------- |
| John Dodds          | Norton       |         |
| Bohumil Staša       | ČZ           |         |
| Barry Randle        | Petty-Norton |         |
| Bernie Lund         | Matchless    |         |
| Godfrey Nash        | Norton       |         |
| Ron Chandler        | Seeley       |         |
| Alberto Pagani      | LinTo        |         |
| Angelo Bergamonti   | Hannah-Paton |         |
| Renzo Pasolini      | Benelli      |         |
| Silvano Bertarelli  | Paton        |         |
| Nikolaj Sevast'ânov | Vostok       |         |

### Top tien tussenstand 500cc-klasse
| Pos | Coureur          | Merk               | Ptn     |                |
| --- | ---------------- | ------------------ | ------- | -------------- |
| 1   | Giacomo Agostini | MV Agusta          | 48 (72) | wereldkampioen |
| 2   | Jack Findlay     | McIntyre-Matchless | 34 (36) |                |
| 3   | Gyula Marsovszky | Matchless          | 10      |                |
| 4   | Peter Williams   | Arter-Matchless    | 9       |                |
| 4   | Rob Fitton       | Norton             | 9       |                |
| 6   | John Cooper      | Seeley-Matchless   | 8       |                |
| 6   | Derek Woodman    | Seeley-Matchless   | 8       |                |
| 8   | Dan Shorey       | Norton             | 7       |                |
| 9   | Brian Ball       | Seeley             | 6       |                |
| 9   | Alberto Pagani   | LinTo              | 6       |                |
| 9   | John Dodds       | Norton             | 6       |                |
| 9   | Kel Carruthers   | Norton             | 6       |                |

(Punten (tussen haakjes) zijn inclusief streepresultaten)

## 350cc-klasse
Tijdens de Ulster Grand Prix kwamen niet minder dan 51 rijders aan de start. Die start verliep problematisch doordat Ginger Molloy meteen na de start viel, net nu hij een plaats op de eerste startrij veroverd had. Daar moest de rest van het veld dus omheen manoeuvreren. Giacomo Agostini speelde zijn gebruikelijke spel door de leiding enkele ronden over te laten aan Heinz Rosner (MZ) en Kel Carruthers (Métisse-Aermacchi), maar in de derde ronde nam hij de leiding en begon hij die verder uit te bouwen. Rosner viel uit met een defecte ontstekingsmagneet en František Šťastný moest met de viercilinder Jawa naar de pit om zijn bougies te vervangen. Carruthers werd daardoor weer tweede. Jack Findlay moest zijn strijd tegen de jonge student Brian Steenson (Aermacchi) staken toen zijn achteras brak en Steenson eindigde daardoor zijn thuisrace als derde.
| Pos | Coureur           | Merk              | Tijd     | Punten |
| --- | ----------------- | ----------------- | -------- | ------ |
| 1   | Giacomo Agostini  | MV Agusta         | 1"4"48'8 | 8      |
| 2   | Kel Carruthers    | Métisse-Aermacchi |          | 6      |
| 3   | Brian Steenson    | Aermacchi         |          | 4      |
| 4   | František Šťastný | Jawa              |          | 3      |
| 5   | Derek Woodman     | Métisse-Aermacchi |          | 2      |
| 6   | Billie Nelson     | Norton            |          | 1      |

| Coureur       | Merk      | Oorzaak    |
| ------------- | --------- | ---------- |
| Jack Findlay  | Aermacchi | Achteras   |
| Heinz Rosner  | MZ        | Ontsteking |
| Ginger Molloy | Bultaco   | Val        |

| Coureur          | Merk      |
| ---------------- | --------- |
| Bohumil Staša    | ČZ        |
| Karl Hoppe       | AJS       |
| Bill Smith       | Honda     |
| Dan Shorey       | Norton    |
| Dave Simmonds    | Kawasaki  |
| John Cooper      | Seeley    |
| Bruno Spaggiari  | Ducati    |
| Gilberto Milani  | Aermacchi |
| Renzo Pasolini   | Benelli   |
| Silvio Grassetti | Benelli   |

### Top tien tussenstand 350cc-klasse
| Pos | Coureur           | Merk                                  | Ptn     |                |
| --- | ----------------- | ------------------------------------- | ------- | -------------- |
| 1   | Giacomo Agostini  | MV Agusta                             | 32 (48) | wereldkampioen |
| 2   | Kel Carruthers    | Drixton-Aermacchi / Métisse-Aermacchi | 17      |                |
| 3   | Renzo Pasolini    | Benelli                               | 12      |                |
| 3   | Ginger Molloy     | Bultaco                               | 12      |                |
| 3   | Heinz Rosner      | MZ                                    | 12      |                |
| 6   | Derek Woodman     | Métisse-Aermacchi                     | 9       |                |
| 7   | František Šťastný | Jawa                                  | 7       |                |
| 8   | Bill Smith        | Honda                                 | 4       |                |
| 8   | Bohumil Staša     | ČZ                                    | 4       |                |
| 8   | Gilberto Milani   | Aermacchi                             | 4       |                |
| 8   | Brian Steenson    | Aermacchi                             | 4       |                |

(Punten (tussen haakjes) zijn inclusief streepresultaten)

## 250cc-klasse
De raceleiding van Yamaha was bijzonder kwaad op Phil Read, die in Tsjecho-Slowakije en Finland de teamorders genegeerd had. Men wilde er alles aan doen om Bill Ivy aan de 250cc-titel te helpen en daarom werden er speciale expansiekamers voor zijn viercilinder naar Ulster gestuurd. Beide Yamaha's hadden extra grote tanks om zonder tankstop de race te voltooien. Read nam de leiding, maar werd gevolgd door Ivy die na vijf ronden voorop ging. Read viel daarna al snel uit met een vastgelopen motor, die te heet was geworden doordat de achterband van Ivy een steen had opgeworpen die de radiateur van Read's machine beschadigd had. Ivy kon zijn race rustig voltooien, Heinz Rosner werd tweede en Rodney Gould werd derde. Ivy had nu 46 punten, Read 44. Read verklaarde dat de winnaar in Monza ook de wereldkampioen zou zijn. Hij was er kennelijk al van overtuigd dat de Japanse Grand Prix niet zou doorgaan, hoewel dat officieel nog niet zeker was.
| Pos | Coureur        | Merk           | Tijd      | Punten |
| --- | -------------- | -------------- | --------- | ------ |
| 1   | Bill Ivy       | Yamaha         | 1:08"18'8 | 8      |
| 2   | Heinz Rosner   | MZ             | + 2"21'2  | 6      |
| 3   | Rodney Gould   | Bultaco-Yamaha | + 2"49'2  | 4      |
| 4   | Ginger Molloy  | Bultaco        |           | 3      |
| 5   | Malcolm Uphill | Suzuki         |           | 2      |
| 6   | Kent Andersson | Yamaha         |           | 1      |

| Coureur   | Merk   | Oorzaak   |
| --------- | ------ | --------- |
| Phil Read | Yamaha | Vastloper |

| Coureur          | Merk      |
| ---------------- | --------- |
| Jack Findlay     | Aermacchi |
| Kel Carruthers   | Aermacchi |
| Frank Perris     | Suzuki    |
| Gyula Marsovszky | Bultaco   |
| Paul Eickelberg  | Aermacchi |
| Carlos Giró      | Ossa      |
| Carlos Rocamora  | Bultaco   |
| Santiago Herrero | Ossa      |
| Bill Smith       | Yamaha    |
| Brian Steenson   | Aermacchi |
| Rex Butcher      | Suzuki    |
| László Szabó     | MZ        |
| Gilberto Milani  | Aermacchi |
| Renzo Pasolini   | Benelli   |
| Gordon Keith     | Yamaha    |

### Top tien tussenstand 250cc-klasse
| Pos | Coureur          | Merk           | Ptn     |
| --- | ---------------- | -------------- | ------- |
| 1   | Bill Ivy         | Yamaha         | 46      |
| 2   | Phil Read        | Yamaha         | 44      |
| 3   | Heinz Rosner     | MZ             | 32 (39) |
| 4   | Rodney Gould     | Bultaco-Yamaha | 21 (25) |
| 5   | Ginger Molloy    | Bultaco        | 19      |
| 6   | Renzo Pasolini   | Benelli        | 10      |
| 7   | Kent Andersson   | Yamaha         | 6       |
| 8   | László Szabó     | MZ             | 5       |
| 8   | Malcolm Uphill   | Suzuki         | 5       |
| 10  | Santiago Herrero | Ossa           | 4       |

(Punten (tussen haakjes) zijn inclusief streepresultaten)

## 125cc-klasse
Op het Dundrod Circuit werd nog slechts om de eer gestreden in de 125cc-klasse. Bill Ivy nam in de eerste ronde de kop, maar werd al snel gepasseerd door Phil Read. In de vijfde ronde nam Ivy de leiding opnieuw en toen Read een remfout maakte had hij voldoende voorsprong om de race te winnen. De hele race had Heinz Rosner met de MZ de derde plaats behouden en daar eindigde hij ook.
| Pos | Coureur        | Merk          | Tijd   | Punten |
| --- | -------------- | ------------- | ------ | ------ |
| 1   | Bill Ivy       | Yamaha        | 49"0'6 | 8      |
| 2   | Phil Read      | Yamaha        |        | 6      |
| 3   | Heinz Rosner   | MZ            |        | 4      |
| 4   | Ginger Molloy  | Bultaco       |        | 3      |
| 5   | Dieter Braun   | Neckermann-MZ |        | 2      |
| 6   | Kel Carruthers | Honda         |        | 1      |

| Coureur              | Merk          |
| -------------------- | ------------- |
| Friedhelm Kohlar     | MZ            |
| Günter Bartusch      | MZ            |
| Hartmut Bischoff     | MZ            |
| Jürgen Lenk          | MZ            |
| Thomas Heuschkel     | MZ            |
| Hans Georg Anscheidt | Suzuki        |
| Lothar John          | Neckermann-MZ |
| Siegfried Möhringer  | Neckermann-MZ |
| Walter Scheimann     | Honda         |
| Pedro Álvarez        | Bultaco       |
| Salvador Cañellas    | Bultaco       |
| Dave Simmonds        | Kawasaki      |
| Steve Murray         | Honda         |
| Tommy Robb           | Bultaco       |
| János Reisz          | MZ            |
| László Szabó         | MZ            |
| Giuseppe Visenzi     | Montesa       |
| Jan Huberts          | MZ            |
| Gordon Keith         | Montesa       |
| Kent Andersson       | MZ            |

### Top tien tussenstand 125cc-klasse
| Pos | Coureur              | Merk          | Ptn     |                |
| --- | -------------------- | ------------- | ------- | -------------- |
| 1   | Phil Read            | Yamaha        | 40 (54) | wereldkampioen |
| 2   | Bill Ivy             | Yamaha        | 26      |                |
| 3   | Ginger Molloy        | Bultaco       | 15      |                |
| 4   | Heinz Rosner         | MZ            | 12      |                |
| 5   | Salvador Cañellas    | Bultaco       | 11      |                |
| 6   | Dieter Braun         | Neckermann-MZ | 10      |                |
| 7   | László Szabó         | MZ            | 9       |                |
| 8   | Günter Bartusch      | MZ            | 8       |                |
| 9   | Hans Georg Anscheidt | Suzuki        | 6       |                |
| 9   | Kel Carruthers       | Honda         | 6       |                |

(Punten (tussen haakjes) zijn inclusief streepresultaten)
1922 · 1923 · 1924 · 1925 · 1926 · 1927 · 1928 · 1929 · 1930 · 1931 · 1932 · 1933 · 1934 · 1935 · 1936 · 1937 · 1938 · 1939 · 1946 · 1947 · 1948 · 1949 · 1950 · 1951 · 1952 · 1953 · 1954 · 1955 · 1956 · 1957 · 1958 · 1959 · 1960 · 1961 · 1962 · 1963 · 1964 · 1965 · 1966 · 1967 · 1968 · 1969 · 1970 · 1971 · 1973 · 1974 · 1975 · 1976 · 1977 · 1978 · 1979 · 1980 · 1981 · 1982 · 1983 · 1984 · 1985 · 1986 · 1988 · 1989 · 1990 · 1991 · 1992 · 1993 · 1994 · 1995 · 1996 · 1997 · 1998 · 1999 · 2000 · 2001 · 2002 · 2003 · 2004 · 2005 · 2006 · 2007 · 2008 · 2009 · 2010 · 2011 · 2012 · 2013 · 2014 · 2015